# La Frua
La Frua (Cascata del Toce) is een waterval in de Noord-Italiaanse regio Piëmont (provincie Verbano-Cusio-Ossola)
De 143 meter hoge waterval ligt boven in het Valle Formazza op korte afstand van de oorsprong van de rivier de Toce. Het grootste deel van het jaar is de hoeveelheid water van La Frua beperkt doordat het meeste water uit de bergen dan wordt opgevangen in het stuwmeer Lago di Morasco. Gedurende de zomer wordt op bepaalde tijden de bodemafsluiter van de stuwdam geopend, zodat de waterval op een vast debiet stroomt. Dit net zo als bij de Reichenbachwaterval in Meiringen (Zwitserland).

## Wielrennen
Op 30 mei 2003 was de waterval het eindpunt van de 19de etappe van de Giro d'Italia. Op 5 juli 2021 lag er de finish van de vierde etappe, een klimtijdrit, van de Ronde van Italië voor vrouwen 2021.